# 5,5-二丁基壬烷
5,5-二丁基壬烷或四丁基甲烷是一种有机化合物，化学式为C17H36。它可由丁基氯化镁和四氯化碳在一种吡啶基铁配合物的催化下反应得到。
它在烟草叶的癒傷組織的乙醇提取物中通过GC-MS被检测出。